# Леви Ганновер, Рафаил
Рафаил Леви Ганновер (нем. Rafael Levi; ивр. רפאל לוי‎; 1685 год — 17 мая 1779 год) — немецкий математик, астроном и философ

 еврейского происхождения.

## Биография
Рафаэль Леви родился в городе Вайкерсхайм и учился в йешиве в Франкфурте на Майне. В 1700 году вместе с отцом переехал в Ганновер, после чего осиротел.
Рафаэль Леви устроился бухгалтером к банкиру Саймону Вольфу Оппенгеймеру, в то же самое время занимаясь самообучением в области естественных наук. Однажды он привлек внимание Готфрида Лейбница и через некоторое время стал одним из самых выдающихся его учеников и личным секретарем.
Известно, что он был знаком с Георгом Кристофером Лихтенбергом и Мозесом Мендельсоном, с последним находился в регулярной переписке. Умер 17 мая 1779 года в возрасте 94 лет. Похоронен на Старом Еврейском кладбище Ганновера